# Christopher Kalec
Christopher Kalec (Montréal, 7 aprile 1980) è un tuffatore canadese.
Ha rappresentato il Canada nel concorso dei tuffi dalla piattaforma 10 metri ai Giochi olimpici estivi di Sydney 2000 e Atene 2004. 